# Кёниг, Август
Август Кёниг (нем. August König; 13 июля 1829, Зондерсхаузен — 27 мая 1889, Зондерсхаузен) — немецкий органист, дирижёр и композитор.
С 1855 года и до конца жизни органист и кантор в своём родном городе. Одновременно в 1866—1882 гг. преподавал церковное пение в земельной семинарии княжества Шварцбург-Зондерсгаузен. В 1880—1881 годах также один из капельмейстеров княжеской придворной капеллы (руководил вечерними концертами, тогда как Генрих Франкенбергер — дневными).
Автор хоровых и вокальных композиций, из которых наибольшее признание получил гимн «Сила музыки» (нем. Die Macht der Musik, на стихотворение принцессы Елены Орлеанской, ранее положенное на музыку Ференцем Листом), удостоенный в 1865 году премии на конкурсе хоровых сочинений в Дрездене.
В 2017 году в Зондерсхаузене были установлены памятные знаки в честь Кёнига и двух его потомков-музыкантов, также внёсших вклад в музыкальную историю города.